# (25362) 1999 TH24
(25362) 1999 TH24 est un astéroïde aréocroiseur de 2,741 km de diamètre découvert en 1999.

## Description
(25362) 1999 TH24 a été découvert le 4 octobre 1999 à l'observatoire de Kitt Peak, situé dans l'Arizona (États-Unis), par le projet Spacewatch de l’université de l'Arizona.

### Caractéristiques orbitales
L'orbite de cet astéroïde est caractérisée par un demi-grand axe de 2,29 UA, un périhélie de 1,58 UA, une excentricité de 0,31 et une inclinaison de 20,51° par rapport à l'écliptique. Du fait de ces caractéristiques, à savoir un demi-grand axe inférieur à 3,2 UA et un périhélie compris entre 1,3 et 1,666 UA, il croise l'orbite de Mars et est classé, selon la JPL Small-Body Database, comme astéroïde aréocroiseur (aréo venant de Arès).

### Caractéristiques physiques
(25362) 1999 TH24 a une magnitude absolue (H) de 14,7 et un albédo estimé à 0,317, ce qui permet de calculer un diamètre de 2,741 km.Ces résultats ont été obtenus grâce aux observations du Wide-Field Infrared Survey Explorer (WISE), un télescope spatial américain mis en orbite en 2009 et observant l'ensemble du ciel dans l'infrarouge, et publiés en 2015 dans un article présentant les résultats concernant 7 956 astéroïdes.